# Jiří Petrnoušek
Jiří Petrnoušek, známý také jako George Peternousek (* 11. března 1947 Praha) je bývalý hokejový obránce českého původu, reprezentující Nizozemsko.
Je odchovancem HC Sparta Praha, v roce 1968 emigroval do Nizozemska a stal se hráčem klubu Destil Trappers Tilburg, s nímž získal v letech 1971 až 1976 šest ligových titulů v řadě. S nizozemskou reprezentací vyhrál mistrovství světa v ledním hokeji 1979 skupiny B, startoval na olympiádě 1980 (9. místo, skóroval v utkání proti Finsku) a v elitní skupině mistrovství světa v ledním hokeji 1981 (8. místo a sestup).
Po ukončení aktivní kariéry se stal trenérem, vedl klub Durham Wasps a reprezentaci Velké Británie.